# Kostelní Hlavno
Kostelní Hlavno là một làng thuộc huyện Praha-východ, vùng Středočeský, Cộng hòa Séc.